# Little Wizards – Die kleinen Zauberer
Little Wizards – Die kleinen Zauberer (Originaltitel: Little Wizards) ist eine US-amerikanische Zeichentrickserie, die zwischen 1987 und 1988 produziert wurde.

## Handlung
Nach dem Tod des weisen und gerechten Königs Leo soll sein Sohn und Prinz, der junge Dexter, König werden und die Herrschaft des Königreichs Zedonia  übernehmen. Allerdings muss er dafür erst einmal 16 Jahre alt werden. Der böse Zauberer Renwick versucht dies mit allen Mitteln zu verhindern. Daher flüchtet Dexter in die Tiefen des Waldes und findet den guten Zauberer Phineas mit seinen skurrilen Geschöpfen, den „Little Wizards“. Hier findet er eine neue Familie und erlebt viele spannende Abenteuer. Jedoch ist Renwick ihm immer noch auf den Fersen.

## Produktion und Veröffentlichung
Die Serie wurde zwischen 1987 und 1988 von Marvel Productions in den Vereinigten Staaten produziert und von BVS Entertainment vertrieben. Erstmals wurde die Serie am 26. September 1987 ausgestrahlt. Die deutsche Erstausstrahlung fand am 6. Juni 1992 auf RTL statt. Weitere Ausstrahlungen erfolgten ebenfalls auf RTL II. Zudem wurde die Serie auf DVD veröffentlicht.